# Dagmara Domińczyk
Dagmara Domińczyk (ur. 17 lipca 1976 w Kielcach) – amerykańska aktorka polskiego pochodzenia.

## Życiorys
Urodziła się w Kielcach jako córka Aleksandry i Mirosława Mikołaja Domińczyka, działacza opozycyjnego w PRL, uczestnika strajku w Stoczni Gdańskiej w 1980 i pierwszego przewodniczącego Międzyzakładowej Komisji Związkowej NSZZ Solidarność Regionu Świętokrzyskiego. Ma dwie młodsze siostry, aktorki Marikę Domińczyk i Weronikę Domińczyk.
W 1983 wraz z rodziną wyjechała do Stanów Zjednoczonych i zamieszkała w Nowym Jorku. Uczyła się w Fiorello H. LaGuardia High School of Music & Art and Performing Arts. Po otrzymaniu stypendium La Guardii dla najlepszego absolwenta wstąpiła na Carnegie Mellon University w Pensylwanii, gdzie kontynuowała studia aktorskie. Będąc studentką zagrała główne role kobiece w przedstawieniach: Filadelfijska opowieść, Woyzeck, Medea, Miłość i gniew i Wieczór Trzech Króli.
W 1999, kilka miesięcy po zakończeniu studiów, zadebiutowała na Broadwayu jako Alice w sztuce Closer i rozpoczęła karierę filmową w Hollywood.

## Życie prywatne
8 sierpnia 2005 wyszła za mąż za aktora Patricka Wilsona, z którym ma dwóch synów: Kalina Patricka (ur. 2006)  i Kassiana McCarrella (ur. 9 sierpnia 2009).

## Filmografia

### Filmy
- 2000: Zakazany owoc (Keeping the Faith) jako Claire
- 2001: Gwiazda rocka (Rock Star) jako Tania
- 2002: Hrabia Monte Christo (The Count of Monte Cristo) jako Mercedes Herrera
- 2002: Oni (They) jako Terry Alba
- 2003: Farciarz (Tough Luck) jako Divana
- 2004: Wtyczka (Bad Apple, TV) jako Gina Defresco
- 2004: Kinsey jako Agnes Gebhard
- 2004: Pięć osób, które spotkamy w niebie (The Five People You Meet in Heaven, TV) jako Marguerite
- 2005: Kwestia zaufania (Trust the Man) jako Pamela
- 2006: Mentor jako Julia Wilder
- 2006: Samotne serca (Lonely Hearts) jako Delphine Downing
- 2006: Biegając z nożyczkami (Running with Scissors) jako Suzanne
- 2007: Więzień (Prisoner) jako Olivia
- 2010: Helena from the Wedding jako Eve
- 2010: Przełamując wiarę (Higher Ground) jako Annika
- 2011: Felix the Painter (film krótkometrażowy) jako Brigitte
- 2012: The Letter jako Elizabeth McIntyre
- 2013: Phantom jako Sophi Zubov
- 2014: Jack Strong jako Sue, pracownica CIA
- 2014: Imigrantka (The Immigrant) jako Belva
- 2014: Big Stone Gap jako Elizabeth Taylor
- 2014: Let's Kill Ward's Wife jako Stacy
- 2016: Rola kobiety (A Woman, a Part) jako Nadia Jones
- 2019: Abe jako Rebecca
- 2019: Mother’s Song (film krótkometrażowy) jako Zelma
- 2019: Asystentka (The Assistant) jako Ellen
- 2021: Córka (The Lost Daughter) jako Callie
- 2023: Bottoms jako pani Callahan
- 2023: Naznaczony: Czerwone drzwi (Insidious: The Red Door) jako Priest (głos)
- 2023: Priscilla jako Ann Beaulieu
- 2024: Dziewczyna Millera (Miller's Girl) jako Beatrice June Harker
- 2024: Rzeczy niezbędne jako Ada

### Seriale TV
- 2001: Brygada ratunkowa (Third Watch) jako Jeneca Farabee
- 2003: Prawo i bezprawie (Law & Order: Special Victims Unit) jako Kate Logan
- 2005: 24 godziny (24) jako Nicole
- 2006: The Bedford Diaries jako Katrina
- 2011: Żona idealna (The Good Wife) jako Isabel Sharp
- 2011: W garniturach (Suits) jako Nancy
- 2012: Impersonalni (Person of Interest) jako Sarah Jennings
- 2014: Zakazane imperium (Boardwalk Empire) jako Dinah Linehan
- 2018: Kroniki Times Square (The Deuce) jako Genevieve Furie
- 2018–2023: Sukcesja (Succession) jako Karolina Novotney
- 2020: Syn marnotrawny (Prodigal Son) jako Słowik
- 2022: Miasto jest nasze (We Own This City) jako Erika Jensen
- 2023: Za lepsze jutro (Hello Tomorrow!) jako Elle